# Keith Herrmann
Keith Herrmann  (* 4. März 1952 in Brooklyn; † 5. Dezember 2021) war ein US-amerikanischer Musiker (Piano, Keyboards), Komponist und Dirigent, der die Musicals Onward Victoria und Romance/Romance schrieb.

## Leben und Wirken
Herrmann war 1974 bis 1978 Dirigent/Keyboarder von The Magic Show am New Yorker Broadway, 1979 war er dort als Dirigent von Whoopee! tätig. Im selben Jahr war er als Komponist (Onward Victoria, 1979, mit Charlotte Anker und Irene Rosenberg), Gesangs-Arrangeur und musikalischer Leiter zunächst am New Yorker Broadway, dann auch abseits davon tätig. Ab 1982 wirkte er viele Jahre am Broadway als Dirigent von Cats; er war auch als Pianist und Synthesizerspieler an dem mit dem Grammy Award ausgezeichneten Album mit der Originalbesetzung des Musicals beteiligt.
Neben seinen Broadway-Kompositionen schrieb Herrmann auch zahlreiche Jingles, TV-Soundtrack-Partituren und Musikmaterial für eine Vielzahl von Interpreten. Er erhielt für die Musik zu der von ABC-TV ausgestrahlten Episode von After School Specials (Episode: Taking a Stand, 1989) einen Emmy Award und für die Verfilmung von Romance/Romance einen Indian Telly Award. Romance/Romance, das Herrmann 1987/88 mit Barry Harman komponierte, wurde 1988/89 am Broadway inszeniert. Seinem Musical liegt Arthur Schnitzlers „Die kleine Komödie“ (1893/94) zugrunde, doch fungiert Alt-Wien hier nur als Kostümkulisse. Für seine Partitur erhielt er auch eine Tony-Nominierung; es wurde weltweit aufgeführt.
Hermann war auch bei Buzz Potamkins Animationsfilm Stille Nacht, heilige Nacht - Buster & Chauncey und die Geschichte des Weihnachtsliedes (1998) mit seinem Mitarbeiter Barry Harman am Soundtrack vertreten. Daneben war Hermann Komponist und Co-Produzent der Off-Broadway-Komödie Prom Queens Unchained. Ein weiteres Musical von Herrmann mit dem Titel Suspect lief beim New York International Fringe Festival. Zusammen mit Mark Cabaniss schrieb er The Homework Machine, das im Boston Children’s Theatre eine ausverkaufte Weltpremiere feierte. Zuletzt hatte er mit seinem Mitarbeiter Barry Harman das Musical Incredible High fertiggestellt. Er war Mitglied der Dramatists Guild, der ASCAP und der American Federation of Musicians.